# Соснівка (Фастівський район)
Сосні́вка (МФА: [soˈsɲiu̯kɐ] ( прослухати)) — село Томашівської сільської громади Фастівського району Київської області.

## Опис
Розташоване за 50 км від обласного центру. Найближча залізнична станція Фастів за 18 км.
Площа території сільської ради — 1801 га, кількість дворів у Соснівці — 407.
Кількість населення — 617 особи.
День села — 10 листопада.

## Історія
На території с. Соснівка ще в кам'яну добу існувало поселення. Про це свідчать знайдеш учнями рубила, черенки, сокири та уламок човна.
Назва села походить від соснового лісу, який оточував його, та соснового мосту, прокладеного через притоку Очеретянку. 14 серпня 1578 року був підписаний декрет між паном Щесним Харлінським і панами Федором і Мартином Тишкевичами про землі с. Соснового і закладання греблі на річці П'ятці.
В селі церкви не було, відтак віряни відвідували церкву в с. Вільшка. Церква носила назву святого Миколая, священиком був Андрій Дичковський. Важливу цінність церкви становила ікона святителя Миколая, яку дуже цінили навколишні жителі.
1 липня 1768 — Через Соснівку до Фастова на козацьку раду прямував ватажок Іван Бондаренко зі своїми козаками.
У документі «Дело по Указу правительственного сената № 122 об имении помещици Харлинской» нач. 24 января 1839 г., оконч. 2 мая 1841 г.," йдеться, що нерухоме помістя належало поміщикам Антону і Томашу Харлінським і частина того помістя Олександру Павші, колишньому бунтареві. По смерті Антона Харлінського в 1770 р. намісники його і брат Томаш, дід і мати Павші вступили 1801 р. у намісницькі права свої на маєток. Леону Харлінському зроблено поблажку, за що він дав грошову нагороду діду і матері Павші. Тільки одна з намісників Антона внучка Жоховська, не бажаючи грошової винагороди, яка тій належала за 1/14 частину помістя, попросила виділити її натурою. Отже, з помістя Харлінського як нагороду було виділено із с. Соснівка в державу 148 осіб, які раніше належали учаснику повстання Павші, його помістя було конфісковане.
Частина с. Соснівка в 1858 р. перейшла у володіння Крижанівського. Під час володіння с. Соснівкою Крижанівським селяни обмолочували хліб з певними нормами. Якщо селян наказували, то вони мали право звертатись у вищі органи та оскаржити несправедливість покарання. На той час розповсюдженими прізвищами селян були Мирончук, Сніжко, Береговий, Омельченко.
Село Соснівка ділилося на державну частину та орендну. Державна частина села була встановлена з 1 січня 1847 р.
На той час у зимовий період діяли винокурні заводи в селах Козичанка, Соснівка, селяни ходили за дровами в ліс, який називався Деминовкою і знаходився від Соснівки за 4 версти.
Лаврентій Похилевич писав про село наступне:
| «Соснівка селище за 5 верст. від села Вольшки, яке розташоване, при впадінні в річку Ірпінь з лівої сторони трьох струмків від Юрівки, Грузького і з Бишевських полів. Назва селища походить від соснового лісу, що її оточував та соснового мосту, побудованого через струмок Очеретня, що служив у давно минулий час межею між Дідовщинським маєтком митрополита і Бишевським маєтком Харленських. Село, що має в дійсний час (на 1887рік) 615 жителів розділено людьми на дві частини, що належали в давнину до двох згаданих сусідніх маєтків. Зі сторони частини маєтку митрополита утворилася казенна (належна державі) частина, де проживає 169 душ, У поміщицькій частині проживає 58 душ. Поміщицька частина села ще в 1843 р. була продана Гаврилові Крижанівському, діти якого в 1879 р. перепродали цю частину дійсному статському раднику (звання цивільного чину наближено відповідає генерал майору в армії) Павлові Емілійовичу Ромеру в кількості 118 орної і 60 десятин лісової землі». |
Після «революції» 1917 р. тихе життя маленького села було порушено арештами та висилками до Сибіру. За несплату податків хату А. С. Берегового оцінено в 100 крб., а господаря вигнано з неї. Згодом з цієї хати в 1939 р. збудовано сільську раду, а нині знаходяться бібліотека і медпункт.
На початку 1920 р. в с. Соснівка встановлено радянську владу та ревком на чолі з М. С. Брущенком.
У 1922 р. утворено сільську раду, головою якої був Я. Борушенко.
У 1923 р. утворено комсомольську організацію, а в 1925 р. — партійний осередок.
З 1925 р. на місці теперішніх вулиць Мічуріна, Шевченка організовано комуну (за цим урочищем і досі збереглася назва «Комуна»). Керував нею П. М. Попович. Після нього був двадцятип'ятитисячник А. В. Пісоцький. Завдяки його старанню та вмінню члени комуни в 1932—1933 рр. вижили під час голодомору. Пізніше він був головою Ради Союзу, помер і похований у м. Києві.
Поряд з «Комуною», на місці теперішньої вул. Ворошилова за наказом «зверху» організовано колгосп ім. Ворошилова, а з 1927 р. в урочищі «філія» на місці теперішніх вулиць Набережна та Щорса організовано колгосп «Перемога» (голова І. М. Новохатній). У 1929 р. колгосп «Перемога» приєднано до «Комуни». На той час збудовано кіно майданчик, де раз на тиждень «крутили кіно». За комунарським законом проіснувала «Комуна» до 1934 р., потім їй надано статус сільгоспартії. До 1934 р. шефами «Комуни» був відділ Брусилівського ДПУ, тому після створеного на базі «Комуни» колгосп став називатися колгосп ім. «ДПУ».
Упродовж 1929—1935 рр. с. Соснівка належало до Брусилівського району Київської області. На той час в селі були районні курси з підготовки ветеринарних спеціалістів. Згодом в цьому приміщенні організовано курси з підготовки колгоспних бухгалтерів. Через деякий час у колгоспі з'явився перший трактор «Фордзон».
З часом село розбудовувалося: збудовано дитячі ясла, початкову чотирирічну школу в 1912 р. Першим директором був Кузік Сергій. Навчання спочатку було необов'язковим. При школі був магазинчик, де за зерно можна було купити перо чи цукерку.
У 1930—1931 рр. утворено Соснівську семирічну школу, першим директором якої був Г. П. Овсієнко.
Головою сільської ради був П. Т. Убоженко (1920—1927 рр.)
Соснівською трагедією називають ті дні, коли у Німецько-радянську війну школа була німецькою казармою. Одного дня нацисти зігнали до неї безневинних людей з підозрілими прізвищами. Заставили їх викопати під вікнами учительської собі ями. Потім у малому корпусі мучили людей і били. Їх розстріляли під стіною школи.
Коли розпочалася Німецько-радянська війна, сотні соснівців виступили на захист Батьківщини. Захопивши село, нацисти перетворили кар'єри на концтабори, куди зганяли з багатьох сіл комуністів, примушуючи їх працювати до повного виснаження. У 1942 р. розстріляно П. М. Поповича — організатора ТОВ «Світанок». Населення брало участь у боротьбі з нацистами. Старожили згадують, що яма ще три дні дихала, але забрати поранених не дали. А вже через декілька днів у село прийшли радянські воїни і перепоховали загиблих у братській могилі. В пам'ять загиблих воїнів у центрі села височить пам'ятник.
10 листопада 1943 р. село визволено від німецько-нацистських загарбників. За спогадами старожилів, саме в цей день, коли люди приготувалися до храмового свята, вулицями села вели полонених німців. Свято визволення збіглося з храмовим святом села.
За мужність і відвагу в роки Другої світової війни 140 жителів нагороджено орденами і медалями Радянського Союзу. 145 осіб загинули смертю хоробрих.
В «Історії міст і сіл Української РСР» про Соснівку початку 1970-х було подано таку інформацію:

| Соснівка - село, центр сільської Ради, розташоване за 30 км від районного центру та за 18 км від залізничної станції Фастів. Населення — 750 чоловік. Сільраді підпорядковані населені пункти Вільне, Конопельки, Крушняки. У Соснівці - центральна садиба колгоспу «Авангард». Земельний фонд становить 1500 га, в т. ч. орної землі — 1300 га. Вирощують зернові культури, льон, овочі. Основний напрям господарства - тваринництво, птахівництво. Допоміжні галузі: садівництво, бджільництво. Поблизу села діє державний механізований гранітний кар'єр. У селі є восьмирічна школа, клуб, бібліотека[3]. |
У селі діє СТОВ «Зоря» (директор О. В. Попович). Основні напрями діяльності СТОВ «Зоря» — вирощування зернових культур, цукрових буряків, а також тваринництво (ВРХ, свинарство).
На околиці села продовжує діяльність гранітний кар'єр.
Центр села прикрашає Соснівська загальноосвітня школа І-ІІ ступенів (директор — Т. Б. Корнєйчик), в якій навчається 50 учнів. В ній теж діє музична школа. В селі функціонують бібліотека, медпункт, дитячий заклад «Барвінок» (завідувач Л. О. Пархоменко), відділення зв'язку.
У 1990 р. межі села розширено і побудовано 90 будинків для людей, потерпілих внаслідок аварії на ЧАЕС.
Окрасою села є сама природа — горбистий ландшафт, ставки, озера, ліс та річка Ірпінь, яка є правою притокою Дніпра.

## Населення

### Мова
Розподіл населення за рідною мовою за даними перепису 2001 року:
| Мова       | Кількість | Відсоток |
| ---------- | --------- | -------- |
| українська | 660       | 98.21%   |
| російська  | 11        | 1.64%    |
| білоруська | 1         | 0.15%    |
| Усього     | 672       | 100%     |

## Галерея

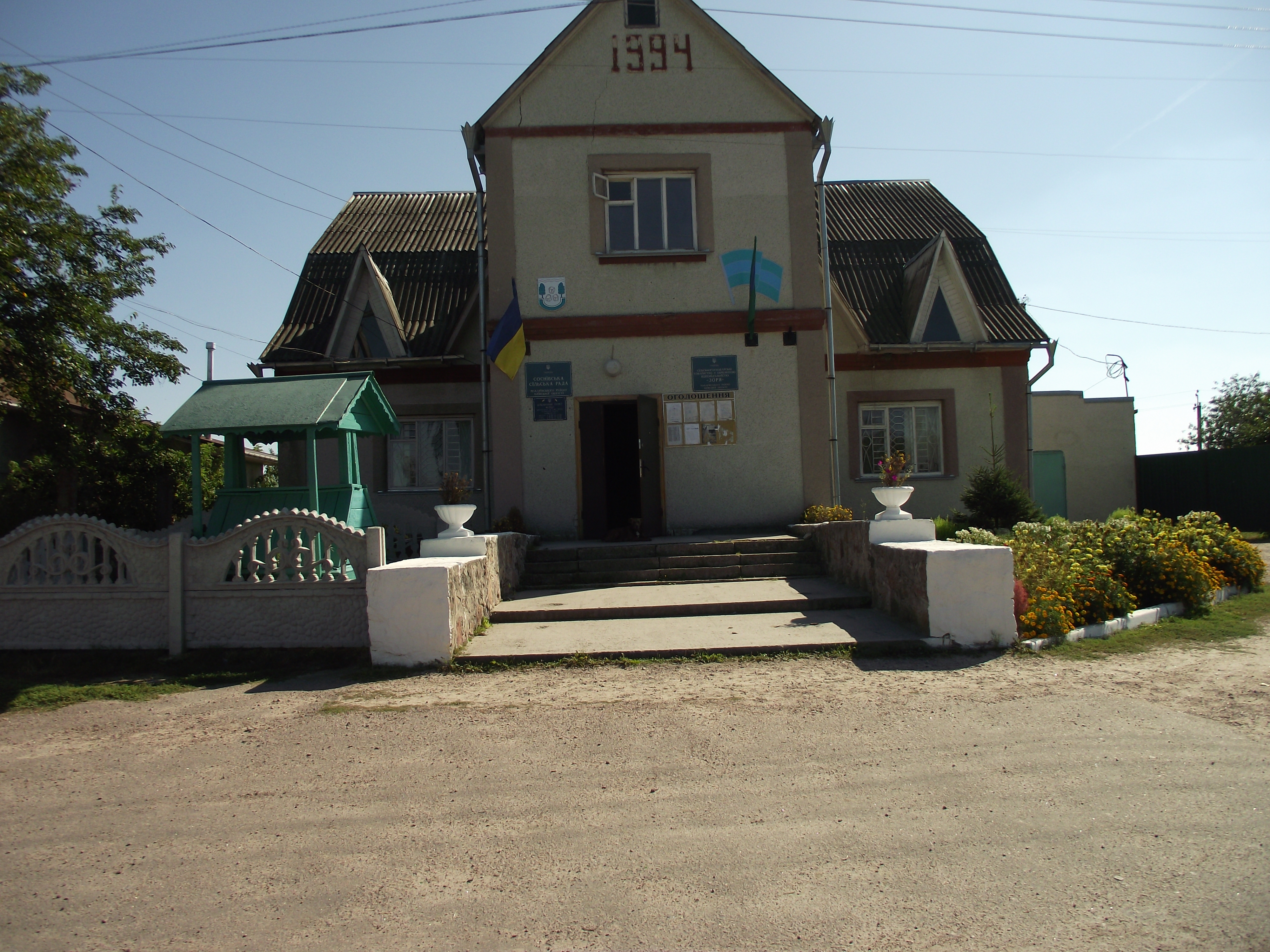
Соснівська сільська рада
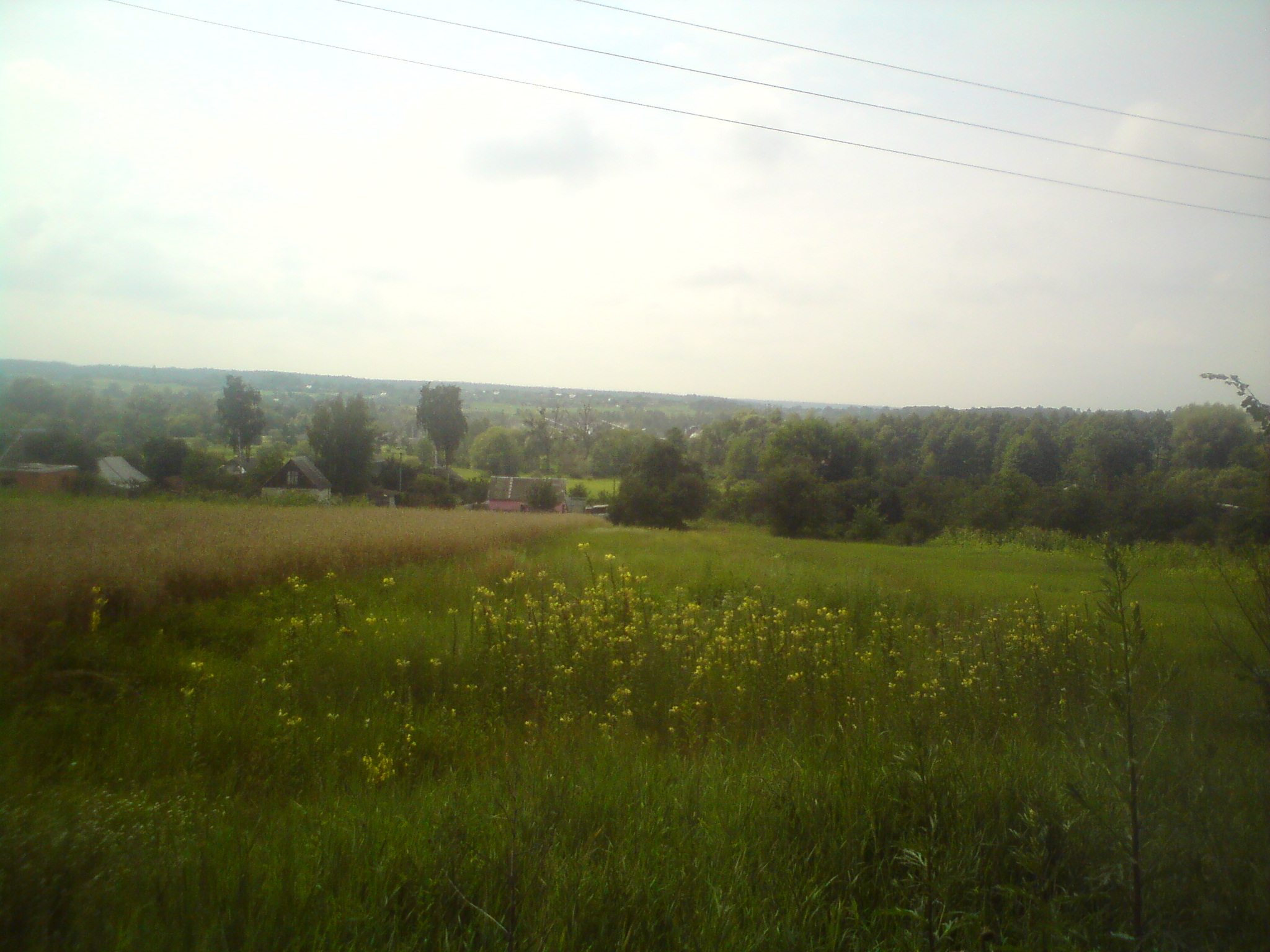
Краєвид села
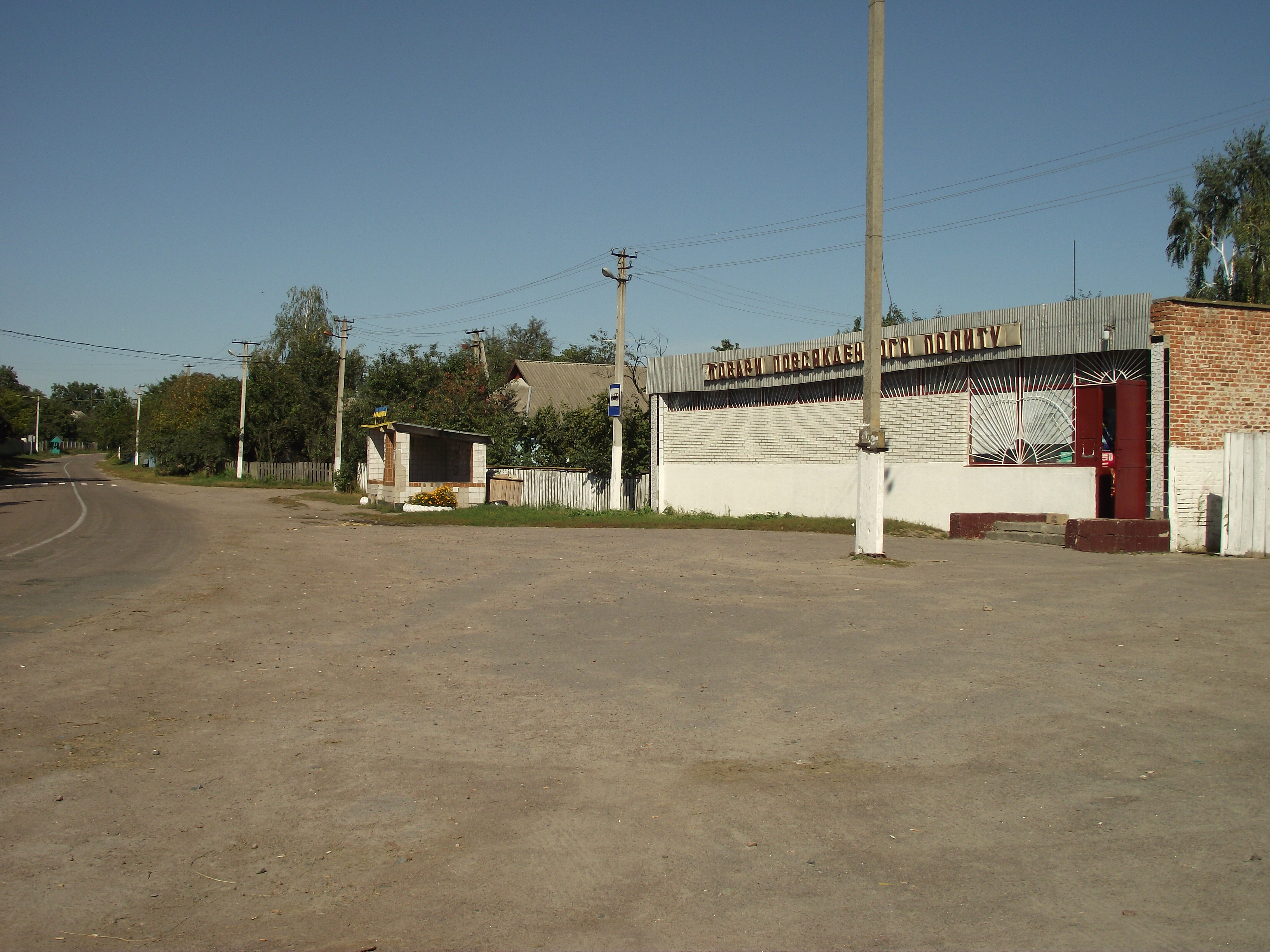
Магазин у Соснівці
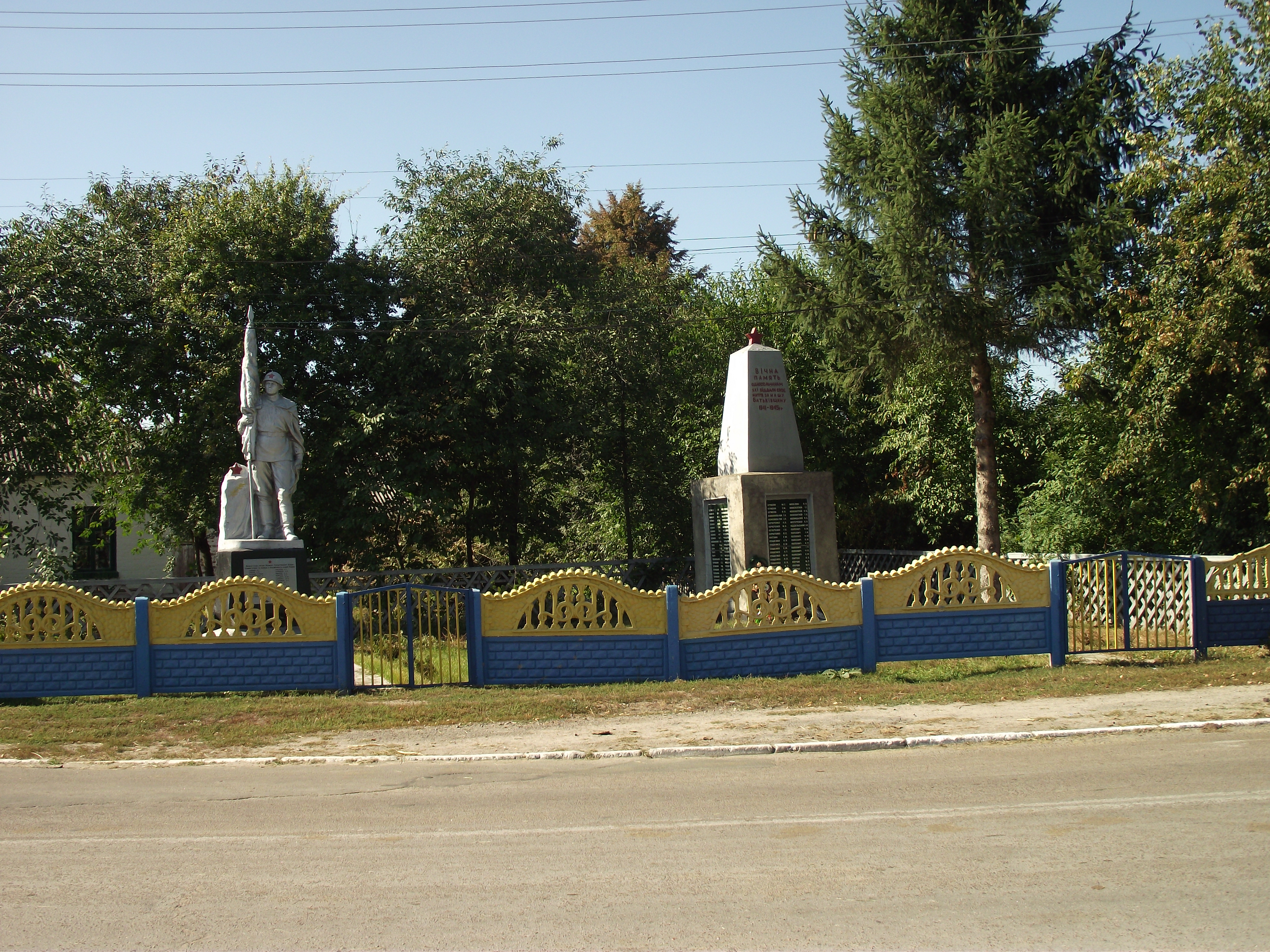
Пам'ятник загиблим у Другій світовій війні у Соснівці
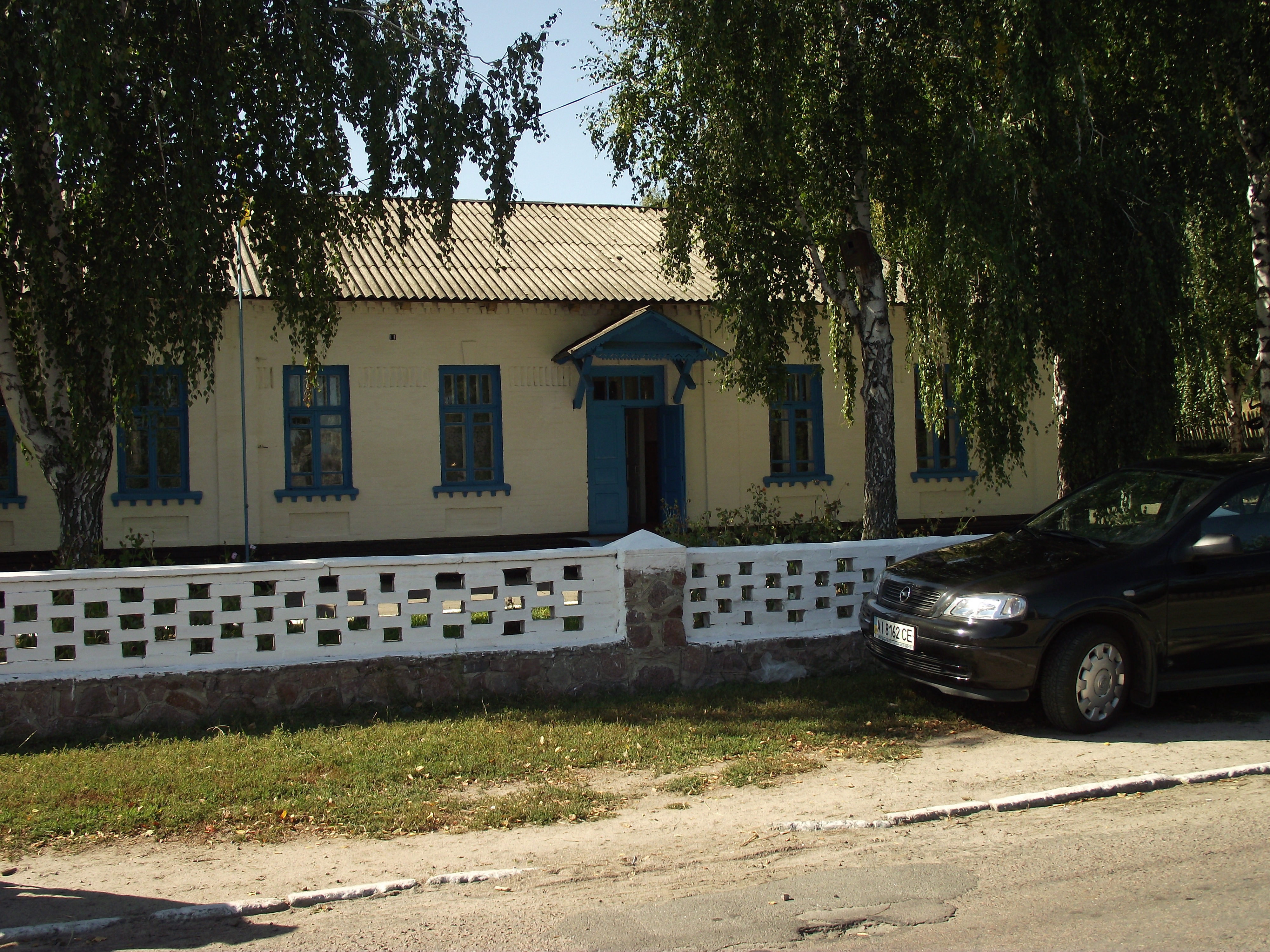
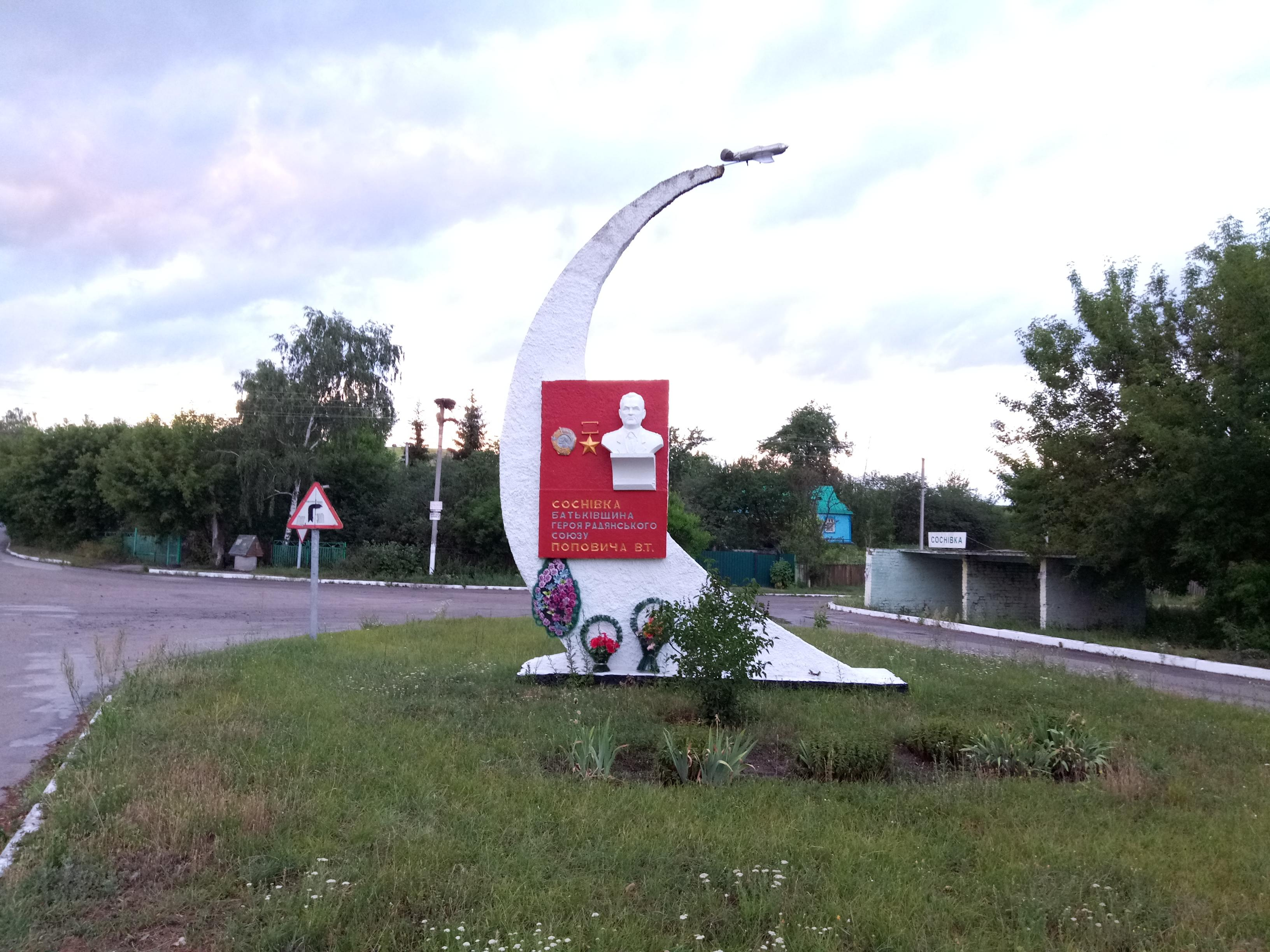
Пам'ятник Герою Радянського Союзу, льотчику В.Т. Поповичу

## Відомі люди
- Кулинич Володимир Петрович (28.07.1978—10.01.2024) — український військовий, учасник російсько-української війни[5]
- Герой Радянського Союзу, льотчик, Попович Володимир Трохимович. Він здійснив 926 успішних нічних вильотів, удостоєний звання Героя Радянського Союзу. На в'їзді в село височить меморіал на його честь.
- Сніжко Анатолій Петрович (1975—2014) — солдат Збройних сил України, учасник російсько-української війни.